# Peter Fuchs (konstnär)
Peter Dominicus Fuchs, född den 27 september 1829 i Köln, död där den 31 juli 1898, var en tysk bildhuggare.
Fuchs utbildade sig i Köln vid arbetena för domkyrkans fullbordande, anställdes 1865 som bildhuggare vid kyrkan (Dombildhauer) och utförde för denna byggnad en stor mängd skulpturverk i strängt kyrklig stil. 